# Ordine al merito dell'Assia
L'ordine al merito dell'Assia è un ordine cavalleresco del Land tedesco dell'Assia.
È stato fondato il 1º dicembre 1989 ed è concesso dal presidente dei ministri dell'Assia.
L'ordine non può contare più di 2000 insigniti in vita per la classe di medaglia e di 200 per la classe di cavaliere. Al 2012 era stato assegnato 430 volte.

## Classi
L'ordine è suddiviso in due classi benemerenza:
- cavaliere
- medaglia

## Insegne
- L'insegna, da portare al collo per la classe di cavaliere e al petto per la classe di medaglia, è costituita da una croce a otto punte smaltata di bianco con bordo oro e con al centro l'emblema del Land.
- Il nastro è completamente blu.